# Martina Bunge
Gertrud Paula Martina Bunge, geb. Martina Gasch (* 18. Mai 1951 in Leipzig; † 1. Mai 2022) war eine deutsche Politikerin (Die Linke, vorher Partei des Demokratischen Sozialismus). Von 1998 bis 2002 war sie Sozialministerin des Landes Mecklenburg-Vorpommern, von 2005 bis 2013 Mitglied des Bundestags.

## Leben
Nach dem Abitur 1969 an einer Erweiterten Oberschule arbeitete Martina Bunge in der Elektronischen Datenverarbeitung und absolvierte gleichzeitig ein Studium der Mathematik, das sie 1973 als Diplom-Mathematikerin beendete. Ab 1975 war sie wissenschaftliche Mitarbeiterin an der Universität Rostock. Daneben absolvierte sie ein Fernstudium zur Diplom-Lehrerin für Marxismus-Leninismus, das sie 1978 abschloss. 1985 folgte ihre Promotion (Dissertation A) zum Dr. oec. mit der Arbeit Zur ökonomischen Stimulierung der Produktion von Konsumtionsmitteln in den Kombinaten der produktionsmittelherstellenden Industrie. Danach war Bunge von 1986 bis 1989 Aspirantin an der Akademie für Gesellschaftswissenschaften beim ZK der SED in Berlin. 1989 habilitierte sie dort mit der Arbeit Planmässige Vorbereitung und Entwicklung des gesellschaftlichen Arbeitsvermögens durch Aus- und Weiterbildung beim Wandel der Arbeit durch die wissenschaftlich-technische Revolution (Dissertation B).
Von 1990 bis 1991 war Bunge Mitarbeiterin in der Kommission Wirtschaft und Soziales beim Bundesvorstand der PDS. Anschließend war sie bis 1998 Referentin für Sozialpolitik bei der Gruppe der PDS im Deutschen Bundestag.
2011 erhielt sie den  „Menschenrechtspreis“ des Vereins Gesellschaft zum Schutz von Bürgerrecht und Menschenwürde.
Sie war geschieden und hatte zwei Kinder.
Martina Bunge starb Anfang Mai 2022 im Alter von 70 Jahren.

## Partei
1980 wurde Bunge Mitglied der Sozialistischen Einheitspartei Deutschlands. Von 1996 bis 2000 war sie Stellvertretende Vorsitzende des PDS-Landesverbandes Mecklenburg-Vorpommern. Von 2004 bis 2007 war sie Vorsitzende des Die Linke-Kreisverbandes Wismar.

## Abgeordnete
Von 1998 bis 2005 gehörte Bunge dem Landtag Mecklenburg-Vorpommern an.
Von 2005 bis 2013 war sie Mitglied des Deutschen Bundestages und von Oktober 2005 bis Oktober 2009 Vorsitzende des Ausschusses für Gesundheit. Sie ist über die Landesliste Mecklenburg-Vorpommern in den Bundestag eingezogen. Bei der Bundestagswahl 2013 wurde sie von ihrer Partei nicht mehr für einen aussichtsreichen Listenplatz nominiert und schied aus dem Bundestag aus.

## Öffentliche Ämter
Von 1998 bis 2002 gehörte sie als Ministerin für Gesundheit und Soziales der von Ministerpräsident Harald Ringstorff geführten Landesregierung von Mecklenburg-Vorpommern an.